# Lauren Molengraaf
Lauren Noëlle Molengraaf (Capelle aan den IJssel, 5 oktober 2005) is een Nederlands veldrijdster, mountainbikester en wegwielrenster. Molengraaf is, sinds zij op haar zevende begon in de wielersport, lid van RWC Ahoy. Per 1 januari 2024 rijdt ze als prof voor drie verschillende teams:
- FDJ-SUEZ (wielrennen op de weg)
- Charles Liégeois Roastery CX (cyclocross team van Intermarché Wanty Gobert)
- Lapierre Mavic Unity (mountainbiken)

## Carrière

#### Veldrijden

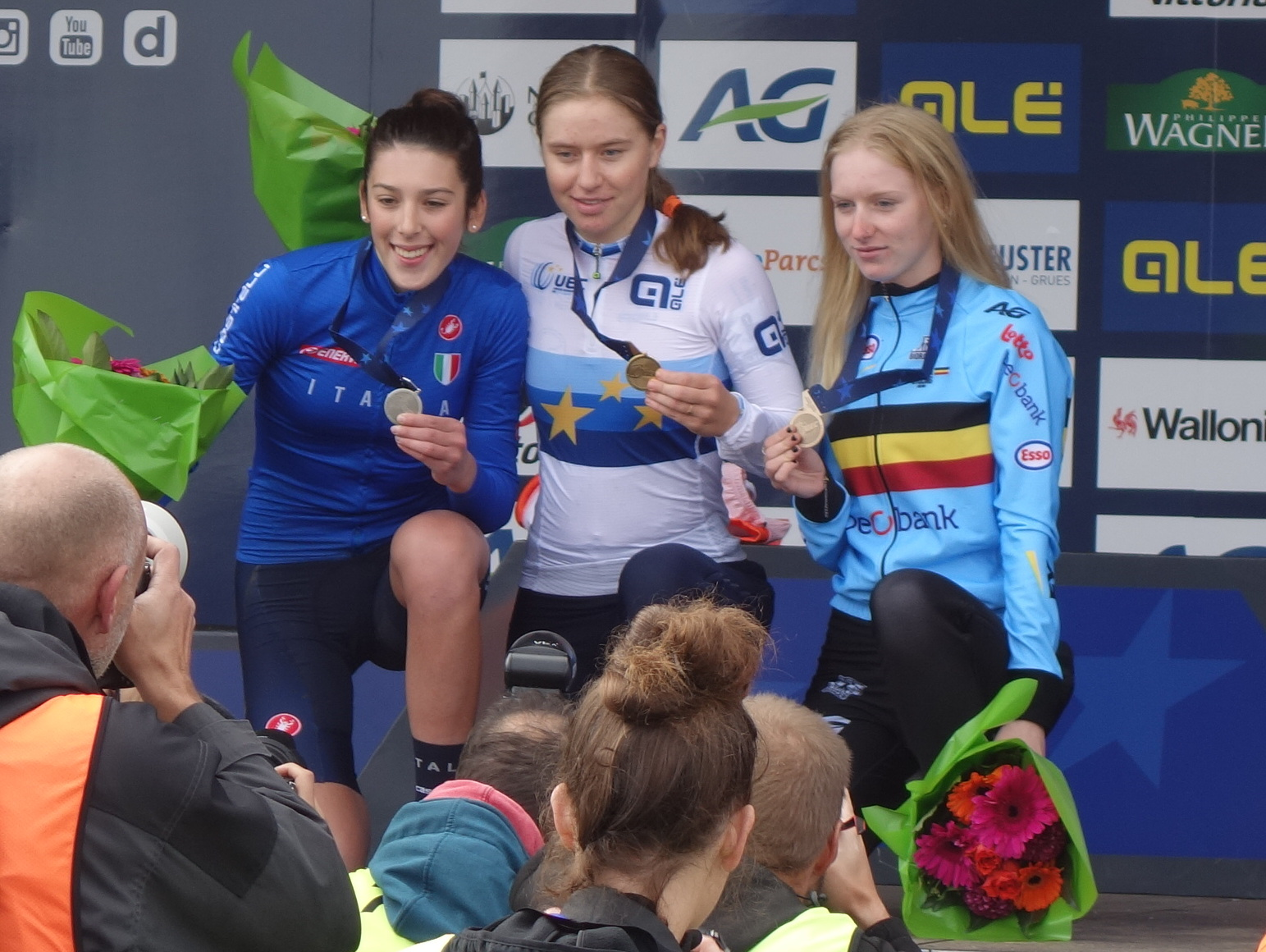
Molengraaf werd Europees kampioen 2022

Op haar eerste WK veldrijden, gehouden in Fayetteville, werd zij als eerstejaars derde bij de vrouwen junioren. Een week later werd ze tweede op het NK veldrijden. In het eindklassement van de wereldbeker veldrijden eindigde ze in het seizoen 2021-2022 als derde. In november 2022 werd zij Europees kampioene bij de vrouwen junioren.
In seizoen 2022-2023 heeft ze het eindklassement van de wereldbeker veldrijden gewonnen door winst in Tábor, Maasmechelen, Zonhoven en Benidorm. Daarnaast behaalde ze diverse top-10 plaatsen bij elite-wedstrijden. Ze werd Nederlands juniorenkampioene in Zaltbommel en wereldkampioen gemengde estafette met het Nederlands team in Hoogerheide.

#### Mountainbiken
In 2023 werd zij voor de achtste keer op rij Nederlands kampioene mountainbike in haar leeftijdscategorie. In 2022 werd ze met het Nederlands team Europees kampioene mountainbike team relay.

#### Wegwielrennen
Haar grootste successen op de weg behaalde zij in 2021 toen zij tweede werd op het NK meisjes nieuwelingen en in 2023 derde bij het NK junioren.

## Palmares

### Veldrijden

#### Resultatentabel elite
| Seizoen   |    | WK | EK | NK  |     | Klassementen | Klassementen | Klassementen |       | UCI- ranking |    | Podia | Podia | Podia | Aantal crossen |
| Seizoen   | WB | WK | EK | NK  | SP  | Trofee       | Goud         | Zilver       | Brons | UCI- ranking |    |       |       |       | Aantal crossen |
| --------- | -- | -- | -- | --- | --- | ------------ | ------------ | ------------ | ----- | ------------ | -- | ----- | ----- | ----- | -------------- |
| 2021-2022 |    | –  | –  | –   |     | –            | 33e          | –            |       | 97e          |    | –     | –     | –     | 4              |
| 2022-2023 | –  | –  | –  | 50e | 27e | 14e          | 24e          | –            | –     | –            | 11 |       |       |       |                |
| 2023-2024 | –  | –  | –  | 24e | 25e | –            | -            | –            | 1     | 1            | 2  |       |       |       |                |
| Totaal    |    | –  | –  | –   |     | –            | –            | –            |       | –            |    | –     | 1     | 1     | 17             |

#### Podiumplaatsen elite
| Legenda                       |
| ----------------------------- |
| Wereldkampioenschappen        |
| Continentale kampioenschappen |
| Nationale kampioenschappen    |
| Wereldbeker                   |
| Superprestige                 |
| Trofee                        |
| Overige veldritten            |

| Nr.           | Seizoen       | Datum           | Veldrit                                         | Cat.          | Wedstrijdserie |               |
| Overwinningen | Overwinningen | Overwinningen   | Overwinningen                                   | Overwinningen | Overwinningen  | Overwinningen |
| ------------- | ------------- | --------------- | ----------------------------------------------- | ------------- | -------------- | ------------- |
| Geen          |               |                 |                                                 |               |                |               |
| 2e plaatsen   |               |                 |                                                 |               |                |               |
| 1.            | 2023-2024     | 21 oktober 2023 | Internationale Cyclocross Heerderstrand, Heerde | C2            | Overige        | [ 5 ]         |
| 3e plaatsen   |               |                 |                                                 |               |                |               |
| 1.            | 2023-2024     | 7 december 2023 | Cyclocross Rucphen, Rucphen                     | C2            | Overige        | [ 6 ]         |

- Wereldkampioene gemengde estafette 2023

#### Resultatentabel jeugd
| Seizoen          |             | WK | EK  | NK |        | Klassementen | Klassementen |       | Podia | Podia | Podia | Aantal crossen |
| Seizoen          | Wereldbeker | WK | EK  | NK | Trofee | Goud         | Zilver       | Brons |       |       |       | Aantal crossen |
| ---------------- | ----------- | -- | --- | -- | ------ | ------------ | ------------ | ----- | ----- | ----- | ----- | -------------- |
| ↓ Nieuwelingen ↓ |             |    |     |    |        |              |              |       |       |       |       |                |
| 2019-2020        |             |    |     | ↑  |        |              |              |       | –     | –     | 1     | 1              |
| 2020-2021        | Afg.        | –  | –   | –  | –      |              |              |       |       |       |       |                |
| ↓ Junioren ↓     |             |    |     |    |        |              |              |       |       |       |       |                |
| 2021-2022        |             | ↑  | 12e | ↑  |        | ↑            | –            |       | –     | 1     | 1     | 8              |
| 2022-2023        | 7e          | ↑  | ↑   | ↑  | 7e     | 7            | –            | –     | 8     |       |       |                |
| Totaal           |             | –  | 1   | 1  |        | 1            | –            |       | 7     | 1     | 2     | 17             |

#### Podiumplaatsen jeugd
| Nr.              | Seizoen       | Datum           | Veldrit                                | Cat.          | Wedstrijdserie               |
| Overwinningen    | Overwinningen | Overwinningen   | Overwinningen                          | Overwinningen | Overwinningen                |
| ---------------- | ------------- | --------------- | -------------------------------------- | ------------- | ---------------------------- |
| ↓ Junioren ↓     |               |                 |                                        |               |                              |
| 1.               | 2022-2023     | 23 oktober 2022 | Cyclocross Tábor, Tábor                | CDM           | Wereldbeker (#1)             |
| 2.               | 2022-2023     | 30 oktober 2022 | Wereldbeker Maasmechelen, Maasmechelen | CDM           | Wereldbeker (#2)             |
| 3.               | 2022-2023     | 5 november 2022 | Europees kampioenschap, Namen          | CC            | Europese kampioenschappen    |
| 4.               | 2022-2023     | 3 januari 2023  | Herentals Crosst, Herentals            | CJ            | X²O Badkamers Trofee         |
| 5.               | 2022-2023     | 8 januari 2023  | Cyclocross Zonhoven, Zonhoven          | CDM           | Wereldbeker (#3)             |
| 6.               | 2022-2023     | 15 januari 2023 | Nederlandse kampioenschap, Zaltbommel  | CN            | Nederlandse kampioenschappen |
| 7.               | 2022-2023     | 22 januari 2023 | Wereldbeker Benidorm, Benidorm         | CDM           | Wereldbeker (#4)             |
| 2e plaatsen      |               |                 |                                        |               |                              |
| ↓ Junioren ↓     |               |                 |                                        |               |                              |
| 1.               | 2021-2022     | 5 februari 2022 | Nederlandse kampioenschap, Hoogeveen   | CN            | Nederlandse kampioenschappen |
| 3e plaatsen      |               |                 |                                        |               |                              |
| ↓ Nieuwelingen ↓ |               |                 |                                        |               |                              |
| 1.               | 2019-2020     | 11 januari 2020 | Nederlandse kampioenschap, Rucphen     | CN            | Nederlandse kampioenschappen |
| ↓ Junioren ↓     |               |                 |                                        |               |                              |
| 1.               | 2021-2022     | 29 januari 2022 | Wereldkampioenschap, Fayetteville      | CM            | Wereldkampioenschappen       |

### Wegwielrennen
- Tweede bij NK wielrennen nieuwelingen 2021
- Winnares van de wielrenklassieker Mini Parijs-Roubaix in 2017 en 2019

### Mountainbike
- Europees kampioene mountainbike Mixed Team Relay 2022
- Nederlands kampioene mountainbike in 2016 t/m 2023

## Trivia
- In navolging van haar broer begon zij al op zevenjarige leeftijd met wielrennen bij de Rotterdamse wielervereniging RWC Ahoy.
- Haar familie komt uit Zuidland, een dorp op Voorne-Putten waar veel (oud-)wielrenners vandaan komen.

## Ploegen
- 2020 -  HOBIJ Vittoria Development Team
- 2021 -  HOBIJ Vittoria Development Team
- 2022 -  Tormans Cyclo Cross Team
- 2023 -  Tormans Cyclo Cross Team
- 2024 -  FDJ-SUEZ (weg)
- 2024 -  Lapierre Mavic Unity (MTB)
- 2024 -  Charles Liégeois Roastery CX (veld)
- 2025 -  FDJ-Suez

Adegeest · Brown   · Buysman · Cavalli · Curinier · Demay · Duval · Guazzini · Kraak · Le Net · Molengraaf · Muzic · Uttrup Ludwig · Verhulst · Vigilia · Wiel
Adegeest · Buysman · Chabbey · Curinier · Demay · Duval · Gery · Guazzini · Kraak · Labous · Le Net · Molengraaf · Muzic · Rayer · Vigilia · Vollering · Wiel · Wollaston